# Reversopelma
Reversopelma là một chi nhện trong họ Theraphosidae.

## Các loài
Chi này gồm các loài:
- Reversopelma petersi Schmidt, 2001